# Juri Hollmann
Juri Hollmann (ur. 30 sierpnia 1999 w Berlinie) – niemiecki kolarz szosowy.

## Osiągnięcia
Opracowano na podstawie:

2016
- 1. miejsce na etapie 1a Pucharu Prezydenta Miasta Grudziądza (jazda drużynowa na czas)

2017
- 1. miejsce w Internationale Cottbuser Junioren-Etappenfahrt
  - 1. miejsce na etapie 2a

2018
- 3. miejsce w mistrzostwach Niemiec (jazda drużynowa na czas)

2019
- 3. miejsce w mistrzostwach Niemiec U23 (jazda indywidualna na czas)
- 2. miejsce w światowych wojskowych igrzyskach sportowych (jazda drużynowa na czas)

## Rankingi
| Rok             | 2018  | 2019  | 2020  | 2021  | 2022  | 2023  | 2024 |
| --------------- | ----- | ----- | ----- | ----- | ----- | ----- | ---- |
| World Ranking   | 1386. | 2012. | 1366. | 1271. | 1101. | 1683. | 867. |
| UCI Europe Tour | 866.  | 1315. | 1034. | 913.  | 780.  | -     | -    |
|                 |       |       |       |       |       |       |      |
| Źródło: UCI     |       |       |       |       |       |       |      |